# Ortervirales
Ortervirales — порядок одноланцюгових зворотно-транскрипційних РНК та ДНК-вірусів, котрі реплікуються через інтермедіат ДНК (групи VI та VII).

## Назва
Назва порядку «Ortervirales» складається з двох частин: «orter» походить від зворотного читання слова retro; «virales», що означає «віруси». Назва походить від типової родини Retroviridae.

## Родини
- Belpaoviridae
- Metaviridae
- Pseudoviridae
- Retroviridae
- Caulimoviridae